# Moema
 Moema és un gènere de peixos de la família Rivulidae i de l'ordre dels ciprinodontiformes.

## Taxonomia
- Moema apurinan (Costa, 2004)
- Moema hellneri (Costa, 2003)
- Moema heterostigma (Costa, 2003)
- Moema nudifrontata (Costa, 2003)
- Moema ortegai (Costa, 2003)
- Moema pepotei (Costa, 1993)
- Moema piriana (Costa, 1989)
- Moema portugali (Costa, 1989)
- Moema staecki (Seegers, 1987)[1][2][3][4][5]